# Clinterocera mandarina
Clinterocera mandarina är en skalbaggsart som beskrevs av John Obadiah Westwood 1874. Clinterocera mandarina ingår i släktet Clinterocera och familjen Cetoniidae. Inga underarter finns listade i Catalogue of Life.